# Diocesi di Cristianopoli
La diocesi di Cristianopoli (in latino: Dioecesis Christianopolitana) è una sede soppressa e sede titolare della Chiesa cattolica.

## Storia
Cristianopoli, identificabile con Christiano, è un'antica sede vescovile del Peloponneso in Grecia, suffraganea dell'arcidiocesi di Patrasso nel patriarcato di Costantinopoli. Non si conosce alcun vescovo di questa diocesi prima del 1054.
Michel Le Quien, nella sua opera Oriens christianus (1740), identifica Cristianopoli con la sede di Megalopoli. Secondo Janin, la sede è piuttosto tardiva; infatti non appare nella Notitia Episcopatuum attribuita all'imperatore Leone VI e databile all'inizio X secolo; è menzionata per la prima volta nel 1080, quando venne unita alla vicina Megalopoli. Successivamente divenne sede metropolitana, soppressa nell'Ottocento, a seguito della riorganizzazione della Chiesa ortodossa dopo la riacquistata indipendenza della Grecia.
Dal 1933 Cristianopoli è annoverata tra le sedi vescovili titolari della Chiesa cattolica; la sede è vacante dal 2 febbraio 1974.

## Cronotassi dei vescovi titolari
Le cronotassi di Crisopoli di Arabia e di Cristopoli, a causa dell'incertezza delle fonti e dell'omonimia delle sedi, potrebbero contenere vescovi appartenenti a questa sede
- Bernardo †
- Gerardo, O.P. † (? - 1392 deceduto)
  - Giovanni Coctore, O.F.M. † (8 gennaio 1393 - ?) (vescovo eletto)
- Corrado Linden di Wetzlar, O.P. † (29 novembre 1396 - ? deceduto)
- Gerardo Coci, O.Cist. † (6 novembre 1411 - 1417 deceduto)
- Enrico de Villa, O.F.M. † (20 maggio 1422 - ?)[2]
- Imre Kisberk † (11 marzo 1951 - 2 febbraio 1974 nominato vescovo di Székesfehérvár)